# Mesosemia cippus
Mesosemia cippus is een vlindersoort uit de familie van de prachtvlinders (Riodinidae), onderfamilie Riodininae.
Mesosemia cippus werd in 1859 beschreven door Hewitson.